# Theodor Veil
Theodor Veil (* 24. Juni 1879 in Mercara, Südindien; † 25. Oktober 1965 in Ulm) war ein deutscher Architekt und Hochschullehrer.

## Leben
Theodor Veil wurde als Sohn eines christlichen Missionars im südindischen Mercara geboren, wuchs jedoch in Süddeutschland auf. Er studierte Architektur an der Technischen Hochschule München bei den Professoren Friedrich von Thiersch, Carl Hocheder und Gabriel von Seidl. 1903 schloss er das Studium mit der Diplom-Prüfung ab.

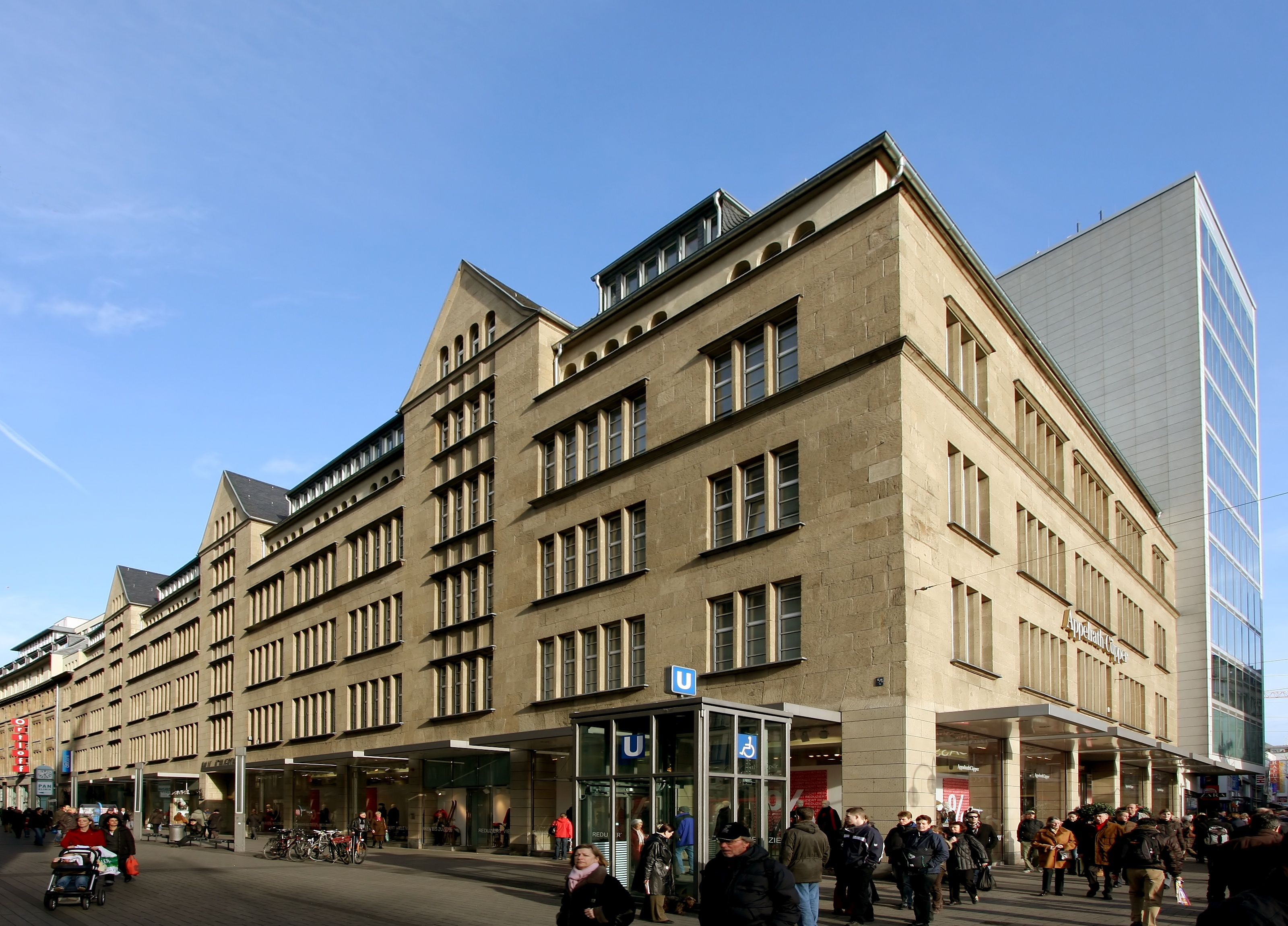
Haus Schwerthof in Köln von Theodor Veil und Jacob Koerfer entworfen (1921/1922)

Zunächst setzte sich Veil mit dem damals vorherrschenden Jugendstil und seiner Ornamentik auseinander. Auch galt es, den damals an den Hochschulen vorherrschenden Historismus zu überwinden. Er arbeitete zunächst bei der städtischen Bauverwaltung in München, dann im Büro von Peter Behrens in Düsseldorf, zuletzt als Assistent seines früheren Lehrers Karl Hocheder an der Technischen Hochschule München. Spätestens 1909 machte er sich selbständig, zunächst in Gemeinschaft mit dem Architekten Gerhard Herms. Spätestens ab 1913 war Veil Mitglied im Deutschen Werkbund (DWB) – der für eine sich vom Jugendstil emanzipierende Reformarchitektur stand, zu der sich auch Veils Entwürfe in dieser Phase zählen lassen. Auch innenarchitektonische Details (Lampen, Griffe, Stühle, Schränke) fanden stets seine Aufmerksamkeit und seinen Gestaltungswillen, so dass seine Entwürfe dem Anspruch eines Gesamtkunstwerkes gerecht wurden. Die Klavierbau-Firma Neupert etwa beauftragte Veil mit der Gestaltung von Flügeln. Regen fachlichen Austausch pflegte er mit seinem Münchener Kollegen Prof. Theodor Fischer, der in Ulm 1907–1910 – unweit von Veils Kapelle – die protestantische Garnisonkirche (heute evangelische Pauluskirche) errichtet hatte.
1919 wurde er als Nachfolger von Prof. Karl Henrici auf dessen Lehrstuhl für Städtebau und bürgerliche Baukunst an die Rheinisch-Westfälische Technische Hochschule Aachen (RWTH) berufen. Veil gab dort seine Kunst und sein Denken an zahlreiche Schüler weiter und vermittelte wichtige Impulse sowohl für das Design von Möbeln als auch für den Städtebau. Auch interessante Elemente aus der alten indischen Kultur wanderten bei Veil vor allem in seinen Sakralbaustil ein und führten hier und da zu einer Form von Kulturbegegnung; solche Tendenzen passten gut in die expressionistische Architektur der 1920er Jahre. In seiner Funktion als Hochschullehrer wirkte er auch an verschiedenen Neubauten der RWTH Aachen mit.
Einer der bedeutendsten Schüler von Theodor Veil war zwischen 1921 und 1927 Walter Schwagenscheidt, der sowohl in seinem privaten Atelier mitarbeitete, als auch sein Assistent an der RWTH Aachen war. Schwagenscheidts Konzeption der Raumstadt wurde in dieser Zeit maßgeblich entwickelt.
1937 trat Veil der NSDAP bei und war anschließend unter anderem für den Bau verschiedener HJ-Heime in der Eifel verantwortlich. 1944 wurde er Gaubeauftragter für die Gestaltung deutscher Soldatenfriedhöfe. Im selben Jahr wurde Theodor Veil in Aachen emeritiert und kehrte nach Ulm zurück. Seine Wertschätzung durch die Nationalsozialisten geht auch daraus hervor, dass er im August 1944 von Hitler in die Gottbegnadeten-Liste der wichtigsten Architekten aufgenommen wurde.
In der Nachkriegszeit wurde Veil baukünstlerischer Beirat in Ulm, wo er 1965 verstarb.

## Bauten und Entwürfe (Auswahl)

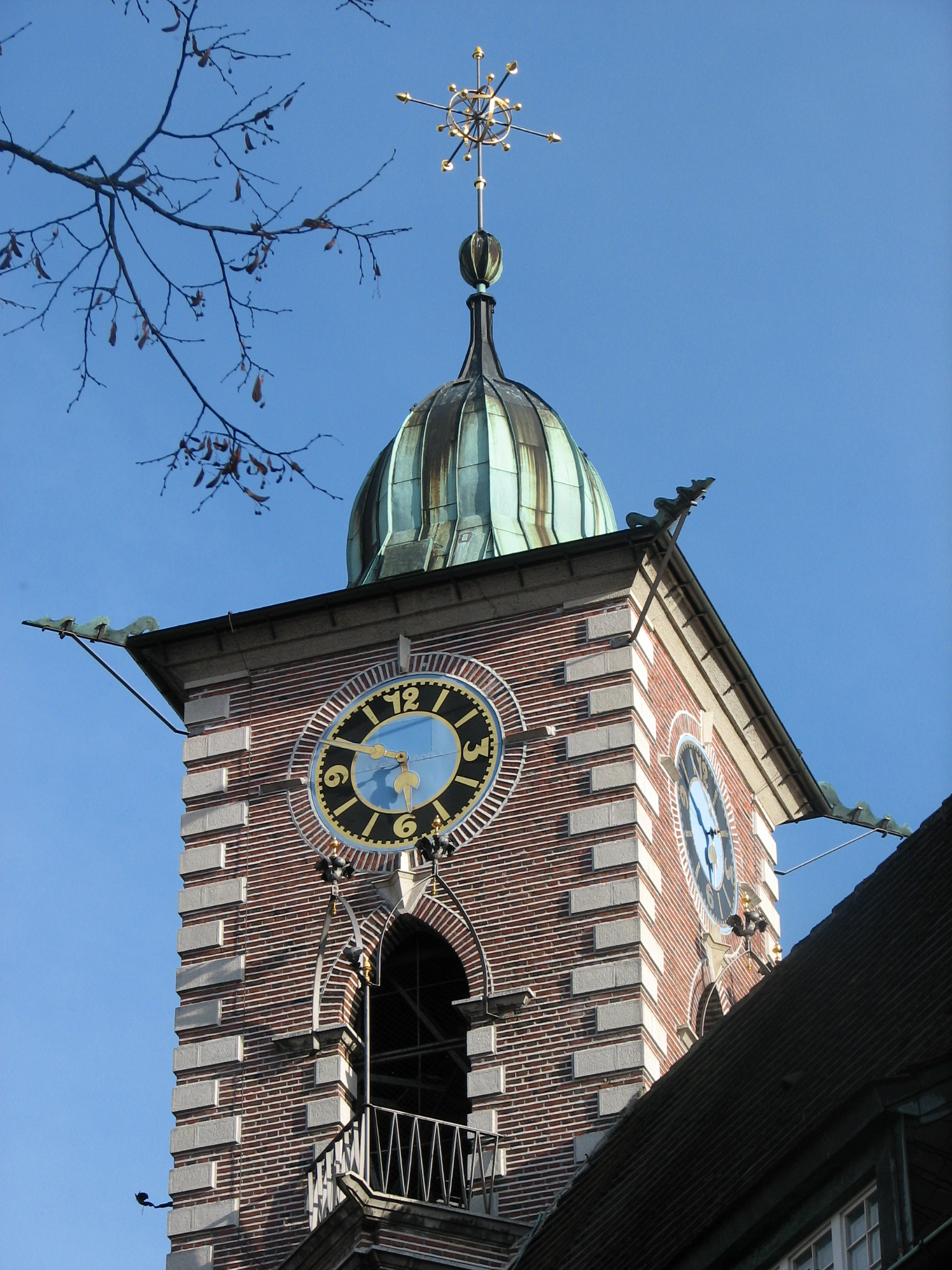
Quergestellter Hauptturm der Ulmer Martin-Luther-Kirche (1928)

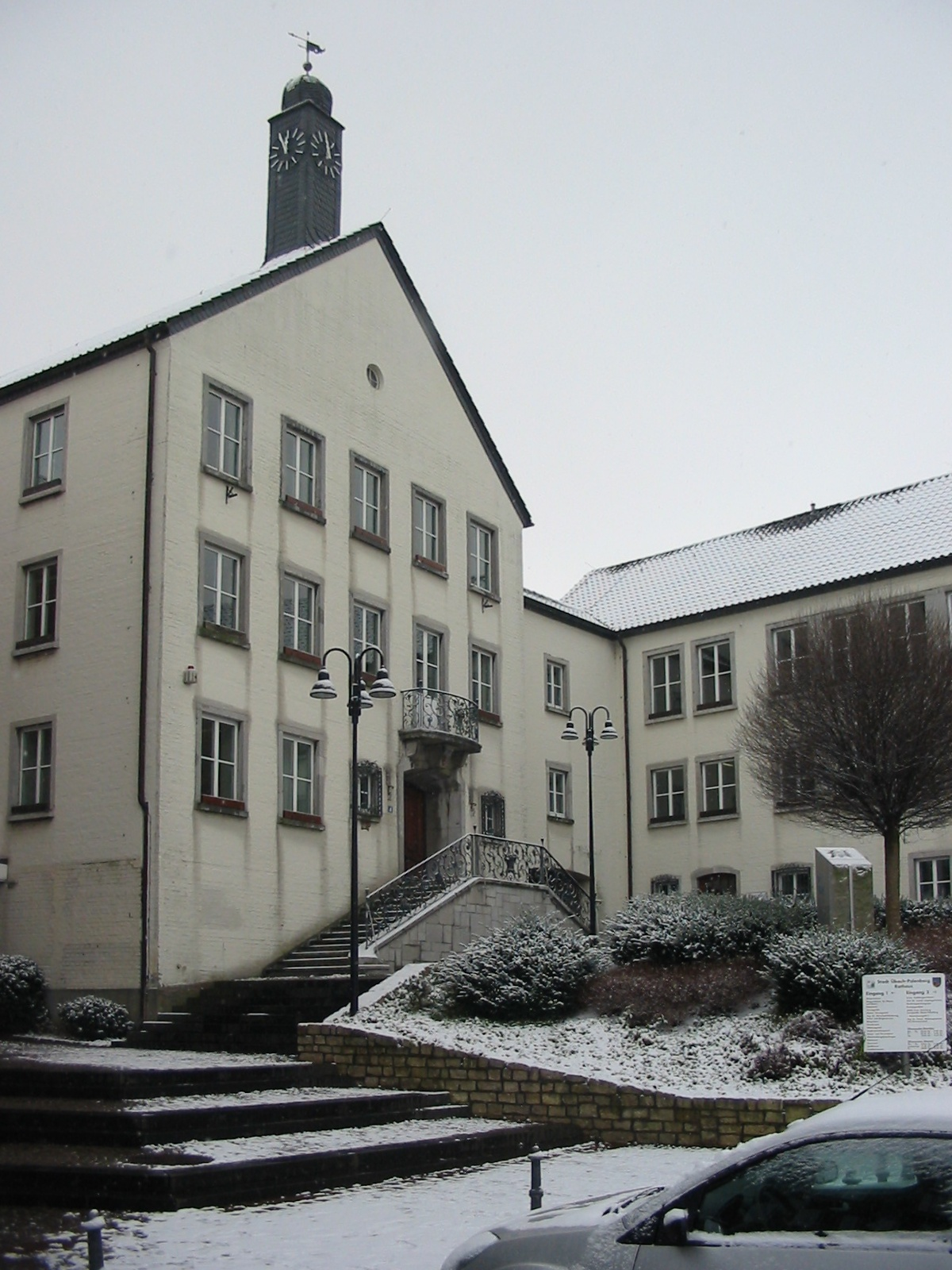
Rathaus in Übach-Palenberg

- 1906–1907: katholisch-apostolische Kapelle in Ulm, Friedensstraße 11 (erster Sakralbau Veils, samt Kirchenbänken und anderer Einrichtungsgegenstände)
- 1909:–9999 Wettbewerbsentwurf für das Rathaus in Herne (Ankauf, nicht ausgeführt) (mit Gerhard Herms)
- 1910–1911: Wohnhaus in München-Herzogpark, Pienzenauerstraße 38 (mit Gerhard Herms)
- 1912:–9999 Wettbewerbsentwurf für die evangelische Andreaskirche in Dresden-Johannstadt (Ankauf, nicht ausgeführt) (mit Gerhard Herms)
- vor 1912:–9 Haus Frau Lina von Schauroth, Frankfurt am Main (mit Gerhard Herms)[5]
- vor 1913:–9 Rathaus (Umbau und Erweiterung des ehemaligen Landratsamtes) in Rudolstadt (mit Gerhard Herms)[6][7]
- vor 1915:–9 Wohnhaus am Starnberger See (mit Gerhard Herms)
- vor 1915:–9 Wohnhaus für Dr. Schneider in München-Solln (mit Gerhard Herms)
- 1920–1921: Neugestaltung von Schloss Bürgeln im Markgräflerland
- 1921:–9999 Büro- und Geschäftshaus „Schwerthof“ in Köln (projektbezogene Zusammenarbeit mit Jacob Koerfer)
- 1923:–9999 Entwurf für ein Geschäftshaus am Hauptbahnhof in Aachen (nicht ausgeführt)
- 1923–1924: Geschäftsführer-Wohnhaus der Wasserwerke des Landkreises Aachen in Brand bei Aachen
- 1924:–9999 Lastkraftwagen-Garage der Kohlengroßhandlung Hubert Einmal (Kongressgarage) in Aachen, Kongressstraße 23 (mit Otto Nauhardt)
- 1925–1929: Elektrotechnisch-Physikalisches Institut (gen. „Rogowski-Institut“) der RWTH Aachen, Schinkelstraße
- 1926–1928: evangelische „Martin-Luther-Kirche“ (auch „Weststadt-Kirche“) in Ulm
- 1930:–9999 Wettbewerbsentwurf für die Pädagogische Akademie in Essen (nicht ausgeführt)
- 1935–1936: HJ-Heime in Lammersdorf, Mützenich, Schleiden, Steckenborn und Zweifall[8]
- 1937–1938: Rathaus in Übach-Palenberg[8]
- vor 1943: Neue Brücke in Heimbach[8]
- Rathaus in Limbach (Sachsen)
- Jugendherberge in Hellenthal